# Albín Grznár
Albín Grznár (25. března 1909 Veľké Uherce – 4. září 1944 Partizánske-Brodzany) byl dělník, protifašistický bojovník a funkcionář KSČ.

## Životopis
Vyučil se obuvníkem. V roce 1931 se účastnil třídních bojů. Během vojenské prezenční služby v Banské Bystrici byl odsouzen za účast na demonstraci nezaměstnaných na 6 týdnů vězení. V roce 1937 absolvoval politickou školu Komunistické strany Československa. V letech 1938-1939 pracoval jako příležitostný dělník v Banské Bystrici, později v Nitře a v Baťovanoch. Po zákazu KSČ pomáhal v Banské Bystrici při přechodu do ilegality a vytváření bojových jánošíkovských družin. Na Horní Nitře se stal vedoucím činitelem protifašistického boje. Po vypuknutí SNP působil jako politický komisař partyzánského oddílu Pavel. Byl účastníkem bojů proti okupačním vojskům v Topolčanech, Partizánském Brodzanech, kde při průzkumné akci podlehl těžkému zranění.